# Onchidina
Onchidina is een geslacht van weekdieren uit de klasse van de Gastropoda (slakken).

## Soorten
- Onchidina australis Semper, 1880
- Onchidina guineensis (Labbé, 1934)